# Gemmatimonadetes
Gemmatimonadetes — єдиний клас бактерій у типі з такою ж самою назвою. Перший член цього типу був виявлений в 2003 році в активізованій грязі в каналізаційній системі. Бактерію було названо Gemmatimonas aurantiaca, це грам-негативна паличковидна аеробна бактерія, яка, здається, розмножуеться брунькуванням.